# Love Tonight
Love Tonight è un singolo del duo musicale australiano Shouse, pubblicato il 14 dicembre 2017.

## Descrizione
Love Tonight è un brano di musica house cantato da un coro formato da diversi artisti australiani come Oscar Key Sung, Monte Morgan, Bec Rigby, Habits e Pillow Pro, riprendendo lo stesso stile del singolo di successo del 1985 We Are the World del progetto USA for Africa. Ha però raggiunto piena popolarità a partire dal 2021, a seguito della pubblicazione di alcuni remix.

## Video musicale
Il video musicale è caratterizzato da sequenze di filmati che riprendono le sessioni di registrazioni del brano, con l'aggiunta di effetti lo-fi. È stato reso disponibile su YouTube a partire dal 21 novembre 2017.

## Tracce
Download digitale
1. Love Tonight – 8:13
2. Love Tonight (Edit) – 4:01

Download digitale – The Remixes
1. Love Tonight (Mike Simonetti Remix) – 6:00
2. Love Tonight (DJ Seinfield Remix) – 6:30
3. Love Tonight (The Nights Remix) – 7:20

12"
1. Love Tonight (Original Mix) – 8:13
2. Love Tonight (Acapella) – 3:00
3. Love Tonight (Mike Simonetti Remix) – 6:00
4. Love Tonight (DJ Seinfield Remix) – 6:30

12" – The Remixes
1. Love Tonight (Original Mix) – 8:13
2. Love Tonight (Mike Simonetti Remix) – 6:00
3. Love Tonight (Oliver Huntemann Remix) – 6:55
4. Love Tonight (DJ Seinfield Remix) – 6:30

Download digitale – Oliver Huntemann Remixes
1. Love Tonight (Oliver Huntemann Remix) – 6:55
2. Love Tonight (Oliver Huntemann Dub) – 7:05
3. Love Tonight (Oliver Huntemann Remix Edit) – 3:25

Download digitale – Vintage Culture & Kiko Franco Remixes
1. Love Tonight (Vintage Culture & Kiko Franco Remix) – 6:26
2. Love Tonight (Vintage Culture & Kiko Franco Remix Edit) – 3:28

Download digitale – David Guetta Remixes
1. Love Tonight (David Guetta Remix Edit) – 2:38
2. Love Tonight (David Guetta Remix) – 3:00

## Classifiche

### Classifiche settimanali
| Classifica (2019-24) | Posizione massima |
| -------------------- | ----------------- |
| Australia            | 22                |
| Austria              | 3                 |
| Belgio (Fiandre)     | 1                 |
| Belgio (Vallonia)    | 3                 |
| Bielorussia          | 59                |
| Bulgaria             | 5                 |
| Canada               | 61                |
| Croazia              | 10                |
| Danimarca            | 38                |
| Estonia              | 55                |
| Francia              | 8                 |
| Germania             | 4                 |
| Grecia               | 2                 |
| Irlanda              | 12                |
| Islanda              | 20                |
| Italia               | 37                |
| Lituania             | 15                |
| Lussemburgo          | 21                |
| Moldavia             | 29                |
| Norvegia             | 38                |
| Paesi Bassi          | 2                 |
| Polonia              | 12                |
| Portogallo           | 14                |
| Regno Unito          | 18                |
| Repubblica Ceca      | 9                 |
| Romania              | 8                 |
| Russia               | 2                 |
| Slovacchia           | 7                 |
| Spagna               | 69                |
| Sudafrica            | 46                |
| Svezia               | 34                |
| Svizzera             | 2                 |
| Ucraina              | 8                 |
| Ungheria             | 6                 |

### Classifiche di fine anno
| Classifica (2021) | Posizione |
| ----------------- | --------- |
| Austria           | 10        |
| Belgio (Fiandre)  | 5         |
| Belgio (Vallonia) | 14        |
| Francia           | 35        |
| Germania          | 7         |
| Italia            | 81        |
| Paesi Bassi       | 6         |
| Portogallo        | 46        |
| Russia            | 29        |
| Svizzera          | 8         |
| Ucraina           | 100       |
| Ungheria          | 27        |
| Classifica (2022) | Posizione |
| Australia         | 67        |
| Austria           | 21        |
| Belgio (Fiandre)  | 45        |
| Belgio (Vallonia) | 58        |
| Francia           | 101       |
| Germania          | 26        |
| Islanda           | 90        |
| Paesi Bassi       | 40        |
| Russia            | 53        |
| Svizzera          | 15        |
| Ucraina           | 73        |
| Classifica (2023) | Posizione |
| Bielorussia       | 91        |
| Moldavia          | 80        |
| Ucraina           | 54        |
| Classifica (2024) | Posizione |
| Bielorussia       | 189       |
| Estonia           | 76        |
| Moldavia          | 186       |